# دولت محمد اشتیه
دولت محمد اشتیه یا دولت آوریل ۲۰۱۹ فلسطین، هجدهمین دولت فلسطین بود. محمد اشتیه پس از استعفای دولت وحدت فلسطین در ژوئن ۲۰۱۴، در ۱۰ مارس ۲۰۱۹ رسماً مأمور تشکیل آن شد. این دولت در ۱۳ آوریل ۲۰۱۹ در مقابل محمود عباس، رئیس دولت فلسطین، سوگند یاد کرد و تا ۳۱ مارس ۲۰۲۴، زمانی که دولت محمد مصطفی سوگند یاد کرد، ادامه یافت.